# Lithasia geniculata
Lithasia geniculata е вид коремоного от семейство Pleuroceridae.

## Разпространение
Видът е разпространен в САЩ (Алабама, Кентъки и Тенеси).